# Gnathophylloides
Gnathophylloides is een geslacht van kreeftachtigen uit de klasse van de Malacostraca (hogere kreeftachtigen).

## Soorten
- Gnathophylloides mineri Schmitt, 1933
- Gnathophylloides robustus Bruce, 1973